# Крепітація
Крепіта́ція — шум, який чути в місці перелому кістки, а також у грудній клітці за деяких легеневих захворювань.
Крепітація виникає в результаті тертя кісток або поверхонь хряща у суглобі, ураженому артритом. Крепітація у колінному суглобі є характерним симптомом хондромаляції надколінника у молодих, та остеоартриту у людей похилого віку.
Аналогічний звук, який прослуховується в стетоскопі при диханні хворого на запалення легень, якщо стетоскоп розташувати над ураженою ділянкою. Цей звук виникає або у дихальних шляхах та альвеолах під час їхнього розкриття при вдиху, або в результаті проходження повітряних бульбашок через рідину. У здорових легенях такі звуки зазвичай не прослуховуються.